# Коктебельская улица
Коктебе́льская у́лица — улица в районе Северное Бутово Юго-Западного административного округа города Москвы. Расположена между улицей Грина и Старокачаловской улицей.

## История
Улица образована 29 октября 1991 года. Улица была названа по крымскому курортному посёлку Коктебель в связи с расположением на юге Москвы около Симферопольского шоссе. Сам посёлок Коктебель на тот момент ещё носил название Планерское, прежнее название было официально возвращено ему 1 июля 1992 года. Вместе с расположенными рядом улицей Грина и Феодосийской улицей Коктебельская улица составляет тематический микрокомплекс крымских названий.

## Достопримечательности
Коктебельская улица огибает с западной и северной стороны Ботанический сад Всероссийского института лекарственных и ароматических растений. Площадь ботанического сада составляет 36 гектаров, в нём произрастает множество лекарственных растений, свезённых со всех концов страны.

## Здания и сооружения
Западную сторону Коктебельской улицы занимает микрорайон, состоящий из 17-этажных жилых корпусов, отделанных плиткой. Помимо жилых домов в микрорайоне имеются взрослая поликлиника № 121 филиал № 4 и детский сад.

## Транспорт
По Коктебельской улице проходят автобусные маршруты №№ 94 и с916 и маршрутное такси № 885. В 750 метрах к западу от улицы находятся станции метро «Бульвар Дмитрия Донского» и «Улица Старокачаловская».